# Aeropark
Az Aeropark (korábbi nevén: Ferihegyi Repülőgép Emlékpark) magyar repüléstörténeti múzeum, amely Budapesten, a Liszt Ferenc Nemzetközi Repülőtér 2B terminálja közelében helyezkedik el. A szabadtéri repülőgép-múzeumban megtekinthető a magyar közforgalmú repülés elmúlt 60 évének szinte teljes fejlődéstörténete, a Li–2 típustól kezdve egészen az ezredfordulóig szolgálatban lévő Tu–154-esig, valamint számos repülőtéri kiszolgáló eszköz.

## Jellemzők

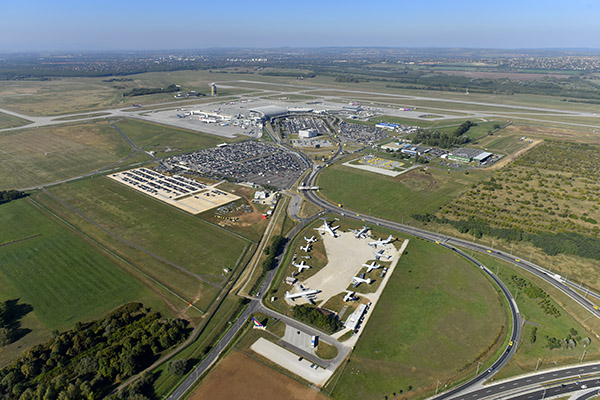
Az Aeropark légi felvételen

### Megközelíthetőség
Tömegközlekedéssel: a Kőbánya-Kispestről induló 200E jelű autóbusszal a Repülőmúzeum megállóig kell utazni, majd onnan egy rövid sétával érhető el az Aeropark.
Autóval a 2-es terminál felé vezető bekötőúton a felüljárót elhagyva a „Repülőmúzeum” táblát követve, a körforgalomban balra kanyarodva lehet eljutni a bejárathoz. Parkolás az Aeropark saját parkolójában ingyenesen lehetséges. Az aszfaltozott bekötőúton tilos megállni.

### Nyitvatartás
- Előszezon, utószezon:
- Március 15 - május 31., valamint szeptember 1 - október utolsó vasárnapja között:
  - Minden nap: 9:00–18:00
- Főszezon:
- Június 1 - augusztus 31. között:
  - Hétfőtől - csütörtökig: 9:00 - 18:00
  - Péntektől - Vasárnapig: 9:00 - 20:00
- Téli időszak:
- November 1 - március 14 között:
  - Minden nap: 9:00-16:00

### Programlehetőségek, rendezvények

#### Belülről megtekinthető repülőgépek
Az Aeroparkban néhány kivétellel szinte az összes repülőgép pilótafülkéje is megtekinthető, többek között az Il–18-as, Tu–134-es valamint Tu–154-es.

#### Múzeumok Éjszakája
Az Aeropark minden évben több múzeumhoz hasonlóan csatlakozik a Múzeumok Éjszakája rendezvénysorozathoz.

## Története
Az Aeropark története 1988. február 23-án indult, a szovjet hadsereg Déli Hadseregcsoportjától kiállítási célokra kapott Il–14T repülőgép átadóünnepségén. Itt jelentette be Veress István, a Közlekedési Múzeum főigazgatója, valamint Erdei Tamás, a Légiforgalmi és Repülőtéri Igazgatóság (LRI) vezetője a „repülőtéri skanzen” megalapítását. Az „ős-skanzen” a repülőtér belterületén, az akkori Malév hangár mellett állt, itt tárolták a 04-es oldaszámú Il–14-est, a HA-MOA lajstromjelű Il–18-ast, valamint a HA-LBE lajstromjelű Tu–134-est is.

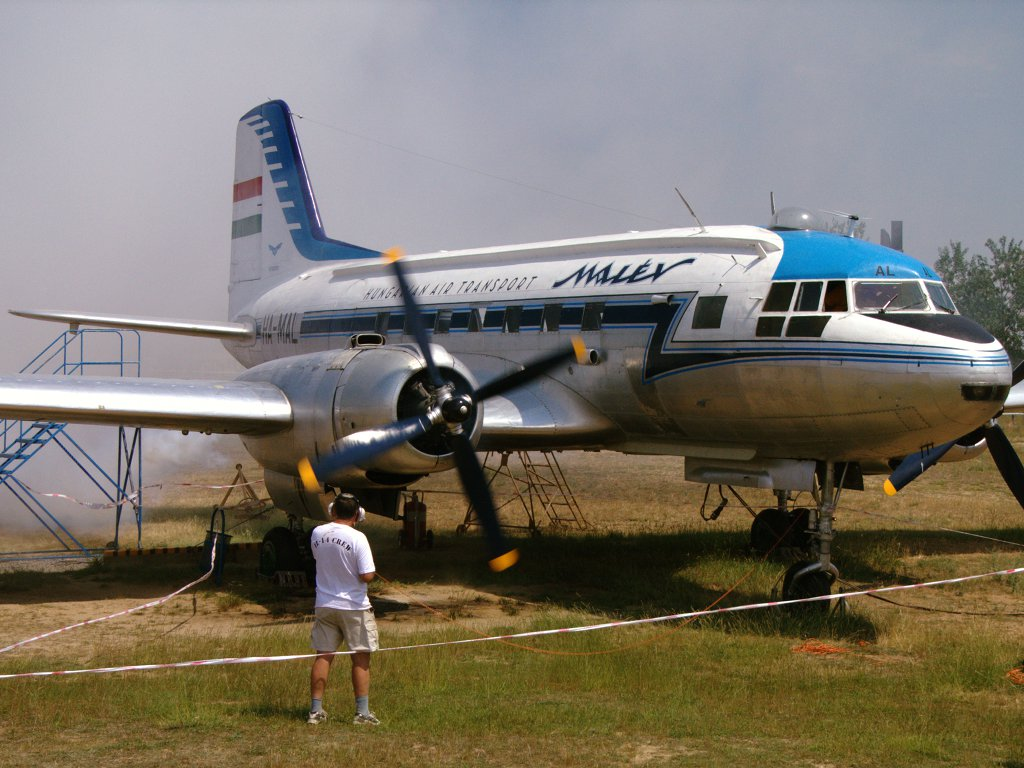
HA-MAL "MALvinka" hajtóműindítás

A Ferihegy Repülőgép Emlékpark 1991-ben nyílt meg a 31L futópálya síkja és a 2B terminál közötti részen, az év októberében vontatták át jelenlegi helyére az Il–14-est, az Il–18-ast valamint a Tu–134-est, kiállították a Tesla leszállítóradart és vezérlőkonténerét. A kiállított repülőgépek és a repülőtéri szolgálatoktól kapott eszközök a Közlekedési Múzeum tulajdonába kerültek, az állagmegóvást valamint a bemutatást pedig az LRI vállalta. A múzeum fejlesztésére azonban sem az LRI, sem a később abból átalakulással létrejött Budapest Airport Zrt. nem tudott kellő gondot fordítani, így a tevékenység lényegében az állagmegóvásra korlátozódott.
2003-ban a BA Zrt. megvált minden olyan üzletágától, amely nem kapcsolódott szorosan a repülőtér üzemeltetéséhez, így a múzeumtól is. A repüléstörténeti emlékek megmentésének céljából felmerült a gondolat, hogy a múzeum Ferihegy Repülőgép Emlékpark néven, alapítványi formában működjön tovább, mely alapítvány létrehozásához BA Zrt. jelentős támogatást nyújtana.
A Ferihegyi Repülőgép Emlékpark Kulturális Alapítványt 2004. június 18-án a Fővárosi Bíróság nyilvántartásba vette. Az alapítvány az Emlékpark üzemeltetését 2004. június 26-án vette át. Tíz évvel később, 2014. tavaszán a park üzemeltetését a Légiközlekedési Kulturális Központ Közhasznú Nonprofit Kft. vette át. A 2010-ben alakult társaság célja a repülőgépek és a magyar légiközlekedés egyéb hagyatékainak megőrzése és bemutatása. 2014. június 19. óta a múzeum Aeropark néven üzemel tovább. A buszos repülőtér-látogatásokat 2013 tavasza óta szervezi a cég.
2017. március 23-án az Aeropark átköltözött az M4-es autóút repülőtéri csomópontjának szomszédságába. A beruházás keretében új BKK buszmegálló, a parkhoz vezető gyalogút, valamint a látogatók számára ingyenesen használható parkoló létesült, vagy a közeljövőben létesülni fog. A múzeumban vadonatúj könnyűszerkezetes épületek fogadják a vendégeket, ahol szimulátor, kávézó és jól felszerelt ajándékbolt is működik. Minden kiállított repülőgép négy-négy irányból intenzív megvilágítást kapott. Bizonyos forgalmi helyzetekben a látogatók feje felett, kis magasságban repülnek át a 31L futópályát megközelítő járatok.

## Kiállított repülőgépek
Az Aeropark területén kiállított repülőgépek a magyar közforgalmú repülés elmúlt 60 éves történetét mutatják be, a repülőgépek nagy része látogatható.

### Li–2T (HA-LIQ)

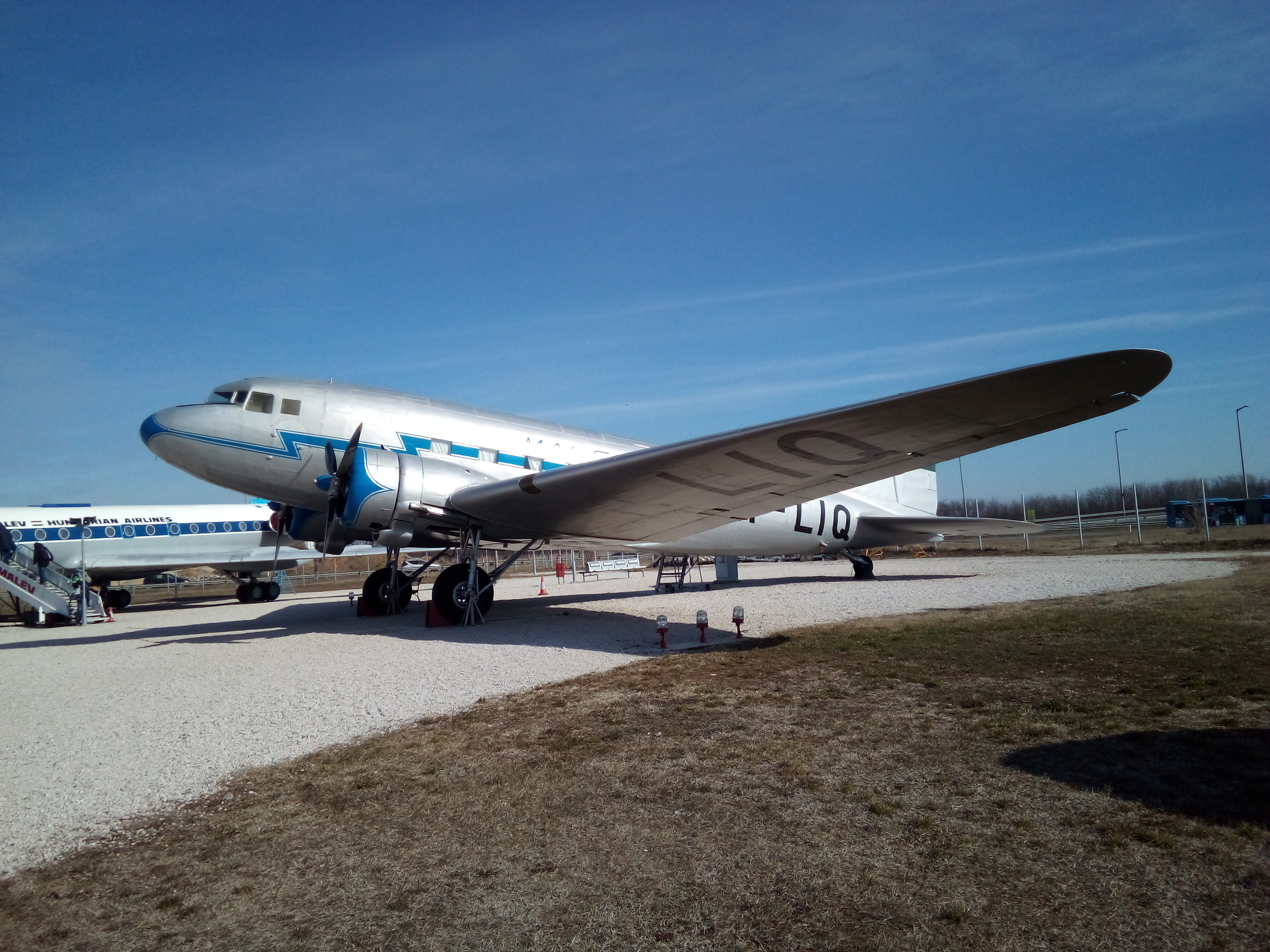
HA-LIQ "Teve"

Malév beceneve: Teve. A HA-LIQ lajstromjelű Li–2 típusú repülőgép 1952. március 27-én érkezett Magyarországra, a Magyar Néphadsereg megrendelésére. 1954-től katonai festéssel (zöld alapszín, fehér felirattal) és 206-os oldalszámmal repült. 1957. március 20-án került a Malévhoz, ahol megkapta polgári lajstromjelét, de katonai festésben maradt. 1958-tól teherszállító gépként használták. 1964. május 20-án a Malév visszaadta eredeti tulajdonosának, ahol lekerült róla a polgári lajstromjel, visszakapta eredeti oldalszámát, majd egészen 1974-ig, selejtezéséig repült. Selejtezésével egyidejűleg adták át a Közlekedési Múzeumnak. 1980-ban felújították, majd Farkashegyen tárolták a MÉM Repülőgépes Szolgálat (RSZ) telepén.
Összes repült ideje 3829 óra, 5863 ciklussal.
Az Aeroparkba 1993. július 13-án szállították át. Beltere teljesen felújított, látogatható.

### Il–14T (HA-MAL)

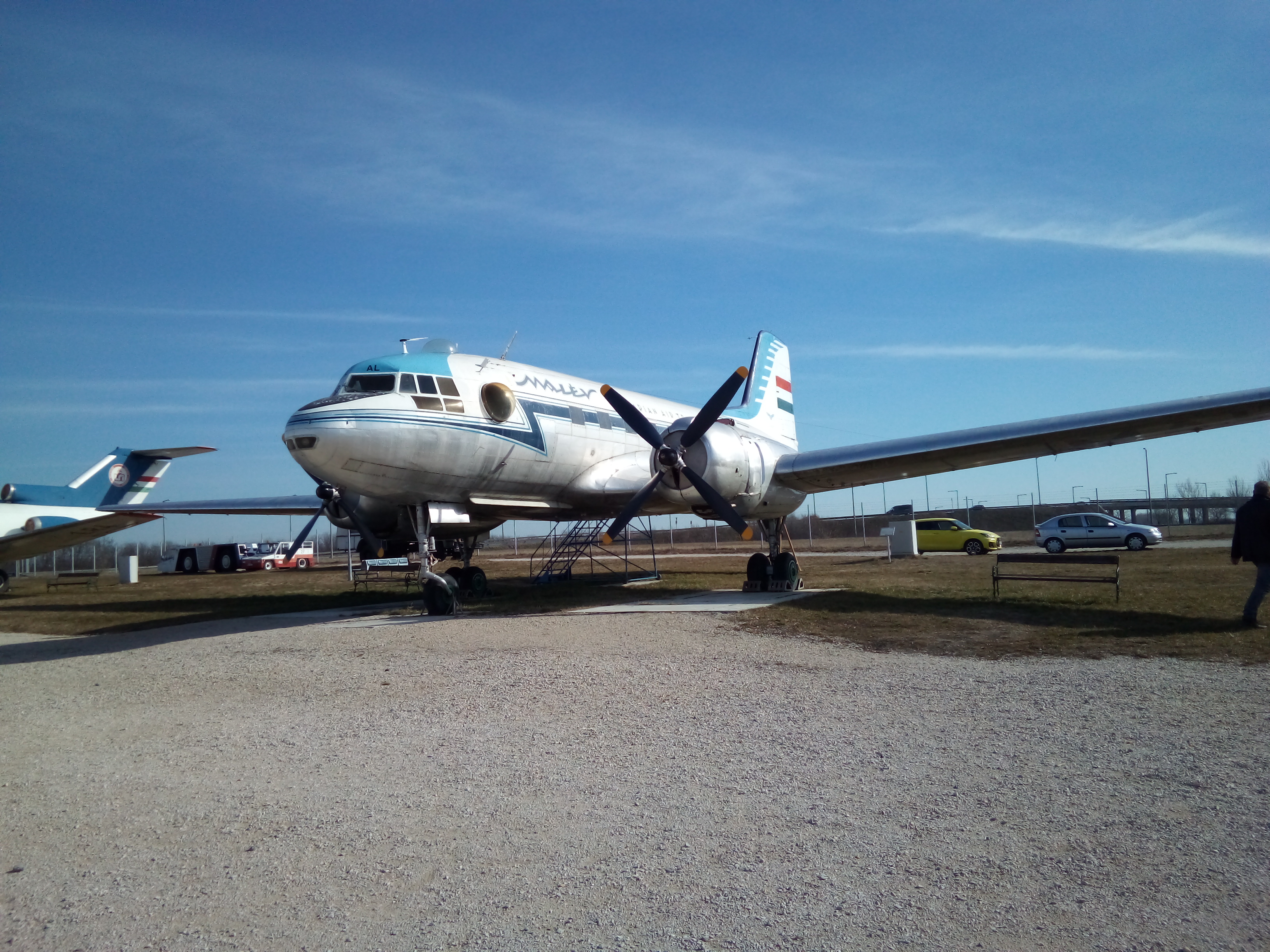
HA-MAL "MALvinka"

Malév beceneve: MALvinka. A közelmúltban korabeli Malév festést kapott HA-MAL lajstromjelű Il–14T típusú repülőgép eredetileg 04-es oldalszámot viselve a Szovjet Hadsereg Déli Hadseregcsoportjában, a Szovjet Légierő 226-os önálló vegyes repülőezredének kötelékében teljesített szolgálatot, a németországi Sperenberg repülőterén. 1981-ben kivonták a szolgálatból és az ukrajnai Mirgorodba repülték, ahol 6 évig tárolták, majd onnan 1987-ben Tökölre vitték. 1987. december 8-án Ferihegyre repülték, és az „ős-skanzenben” tárolták 1991. október 20-ig, amikor jelenlegi helyére vontatták. Összes repült ideje 5928 óra.
A repülőgép külön érdekessége a 2009–2010 év fordulóján teljesen civil szerveződésként indult felújítási munkák, amelyek célja kezdetben a repülőgép korhű Malév színekbe öltöztetése volt, de a felújító csapat látva a 25 éve leállított repülőgép viszonylag jó műszaki állapotát, a munkák folytatása mellett döntött. 2011. április 8-án sikeresen beindult a repülőgép jobb oldali, kettes hajtóműve, majd 2012. március 25-én a bal oldali, egyes hajtómű is életre kelt. A repülőgép beltere is látogatható. A repülőgéppel motorbemutatókat tartanak, átlagosan havonta egy alkalommal, ahol a látogatók átérezhetik a repülés hőskorának hangulatát 2x 1900 lóerő dübörgése közepette.

### Il–18V (HA-MOA)

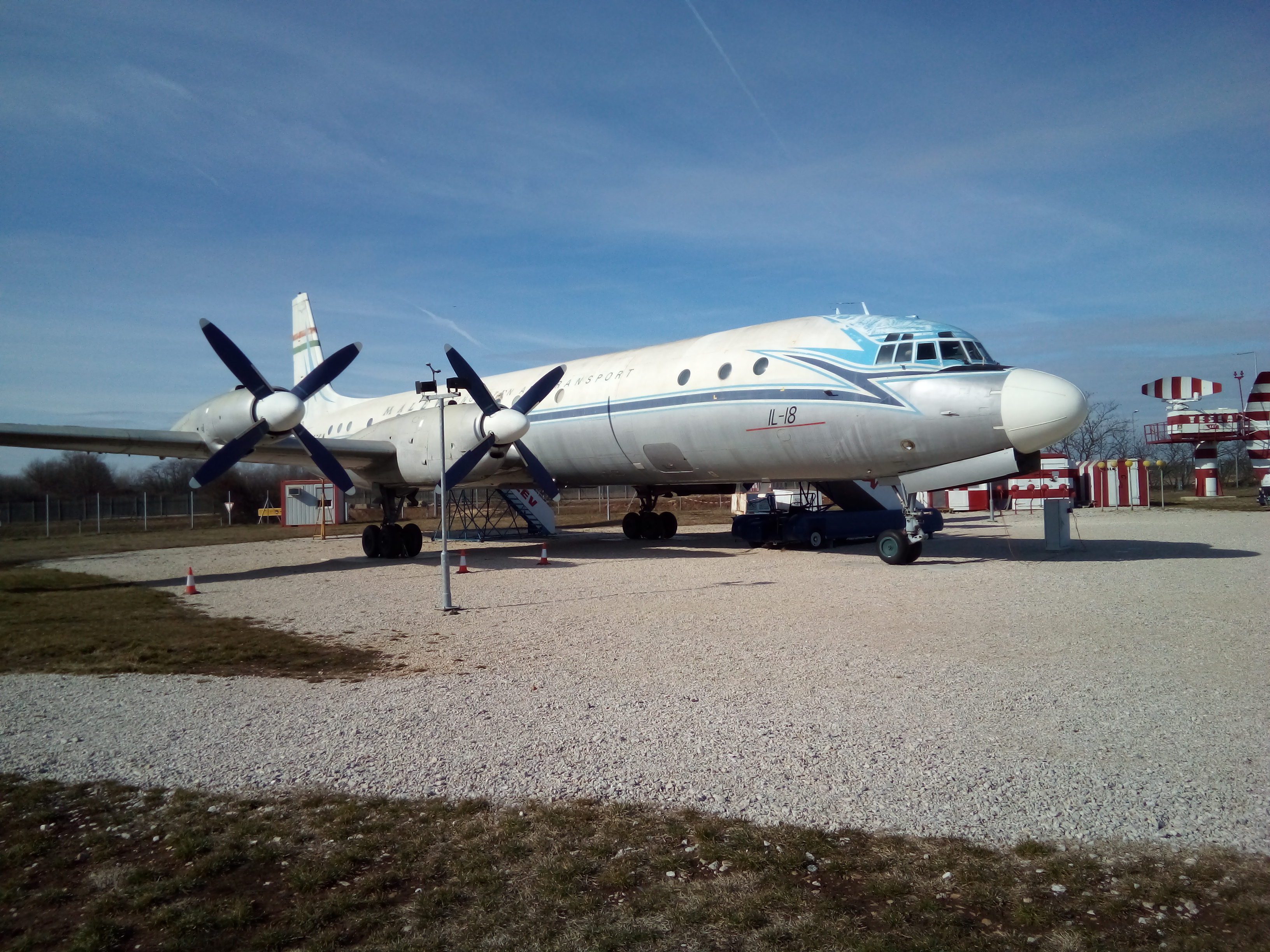
HA-MOA "MOAladár"

Malév beceneve: MOAladár. A 180001903 gyártási számú Il–18 típusú repülőgép 1960. április 1-jén érkezett Magyarországra, első útját május 20-án teljesítette Moszkvába. Üzemideje során több nagyjavításon esett át, 1964-ben TG–16-os fedélzeti segédhajtóművet építettek bele, 1968-ban az eredeti hajtóműveket AI–20K típusúakra cserélték, majd ugyanebben az évben 89-ről 105 férőhelyessé alakították át, és megkapta az Il–18V típusjelzést.
Teherszállítóvá alakítása előtti utolsó közforgalmi útját 1977. április 1-jén teljesítette a Budapest–Prága–Budapest útvonalon. Legutolsó emlékrepülésére 1987. február 19-én került sor, 3 nappal később kivonták a forgalomból. Összes repült ideje 37197 óra, 17285 ciklussal. A múzeumba 1991 októberében került, belülről is megtekinthető.

### Il–18V (HA-MOG)

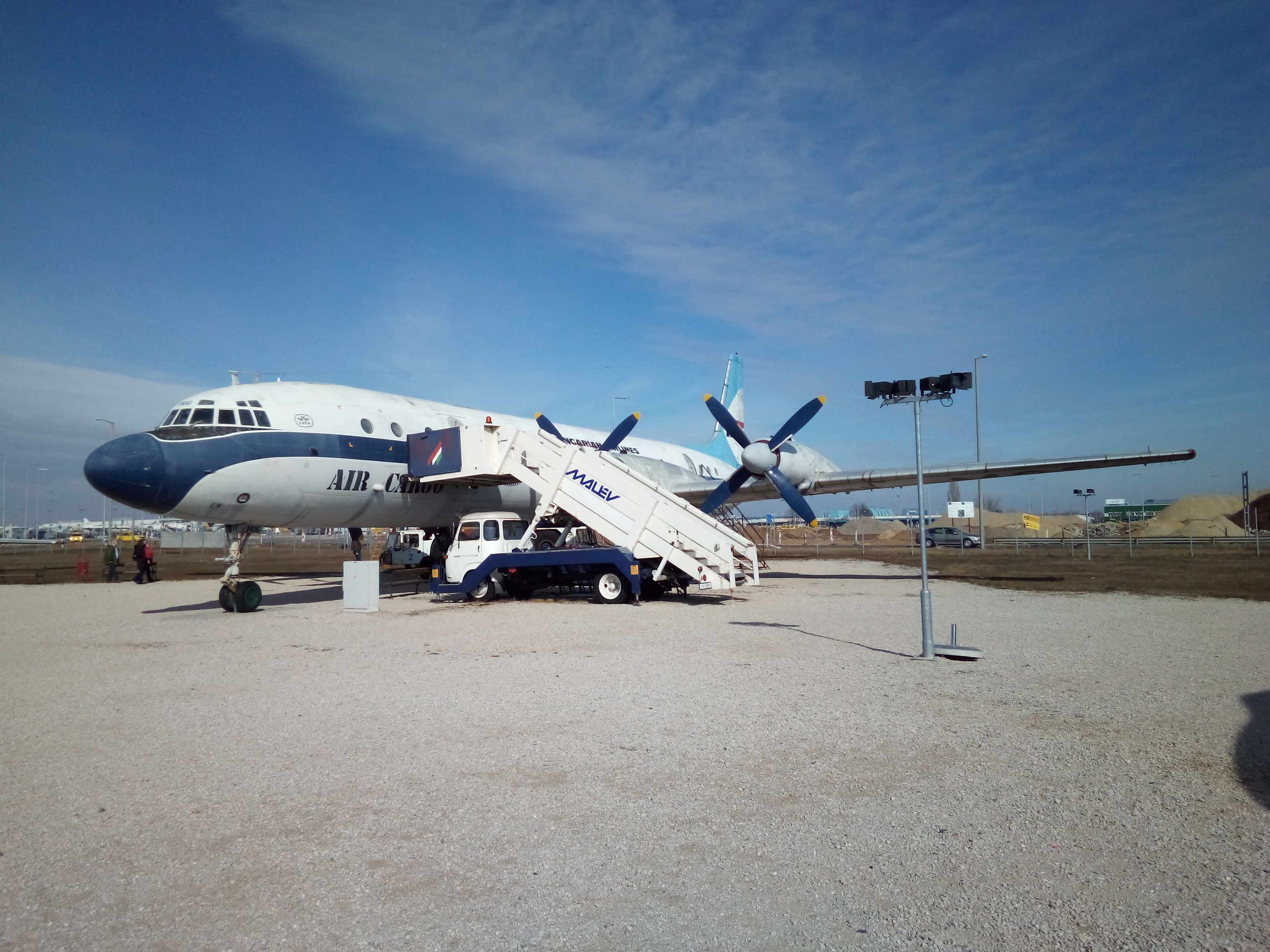
HA-MOG "MOGéza"

Malév becenév: MOGéza. A 184007103 gyártási számú Il–18 már eleve modernizált Il–18V változatként 1964. március 28-án érkezett Magyarországra, első forgalmi útja Moszkvába vezetett. 1967 elején az eredeti hajtóműveket AI–20K típusúakra cserélték. Utolsó utasos járatát 1978. november 3-án teljesítette a Budapest–Szófia–Budapest útvonalon, ezután teherszállítóvá alakították át.
1988. október 13-án repült utoljára, a Budapest–Kaszentína–Budapest útvonalon. Másnap hajtóműpróba közben a hármas hajtómű kigyulladt, de a tüzet sikeresen eloltották. A HA-MOA alkatrészeivel kijavították, de a december 6-ra tervezett selejtezés közelsége miatt már nem repült többet.
1993 júniusában a Malév Oktatási Központ tanműhelye kapta meg, 2006-ig az oktatóhangár mellett állt. Az év végén a repülőgép feldarabolását elkerülendő, civil szerveződés és aláírásgyűjtés indult, mely eredményeként az Aeroparkba vontatták. Belülről nagyon rossz állapotban van, emiatt nem is látogatható, de 2014 júniusában a külső festése felújításra került. Összes repült ideje 36558 óra.

### Tu–134(HA-LBE)

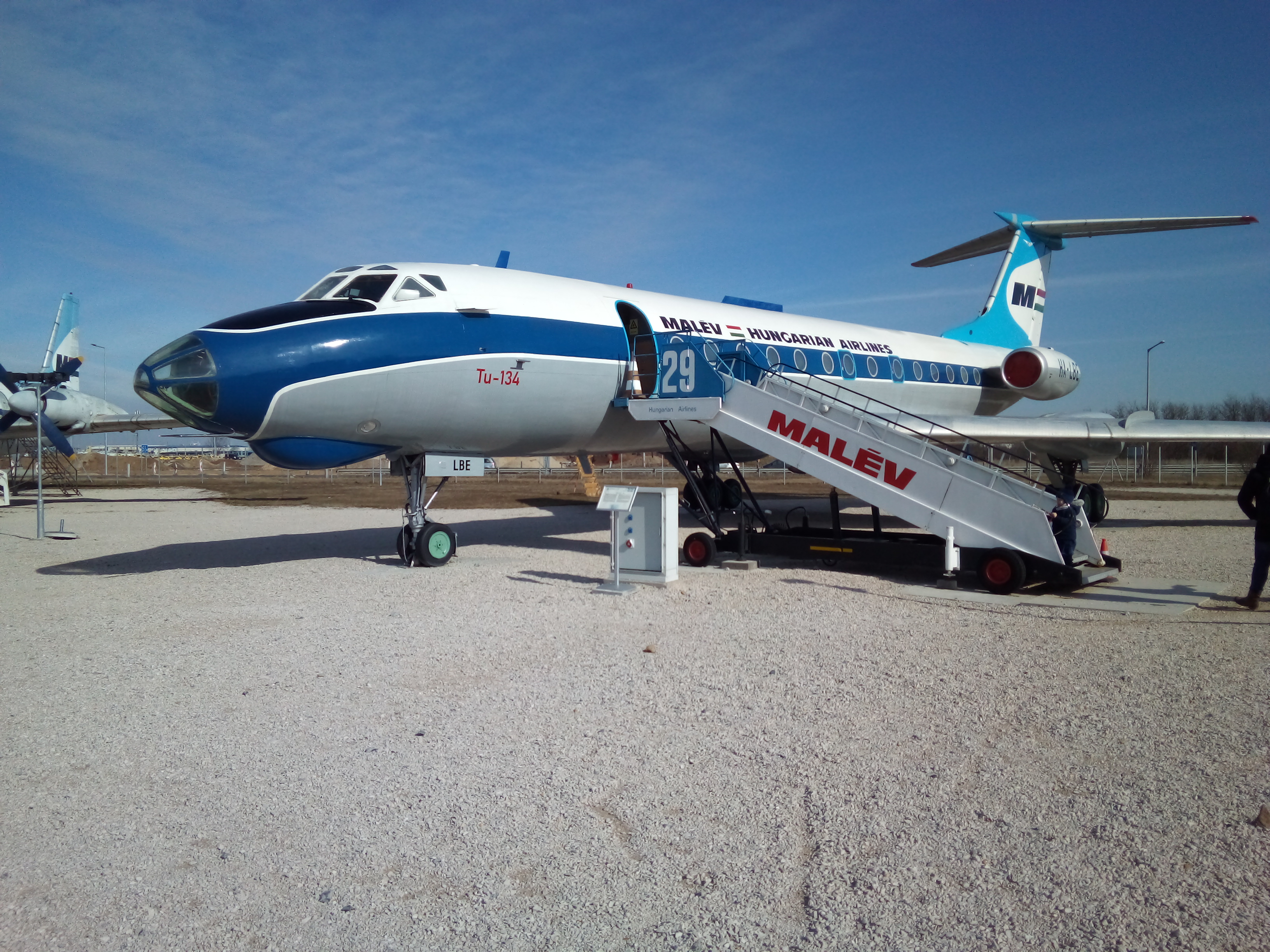
HA-LBE "LBElemér"

Malév becenevei: LBElemér, Kisvas, Kistuskó. A repülőgép 1969. március 22-én érkezett Magyarországra, első forgalomban repült útvonala a Budapest–Prága–Budapest járat volt. 1983 tavaszán „Comfort” osztályt alakítottak ki benne, ezért a szállítható személyek száma 72-ről 68-ra csökkent. Utolsó forgalmi útját 1987. december 18-án Durucz Jenő parancsnokkal a fedélzeten teljesítette a Budapest–Varsó–Budapest útvonalon, majd egy emlékrepülés következett meghívott vendégekkel a fedélzeten. 1988. április 11-én, a Malév Tu–134-esei közül elsőként vonták ki a forgalomból. Összes repült ideje 24167 óra, 19499 ciklussal.
1991-ig az ős-skanzenben állt, majd átvontatták a jelenlegi helyére, az Aeroparkba. Belülről is megtekinthető.

### Tu–154B–2 (HA-LCG)

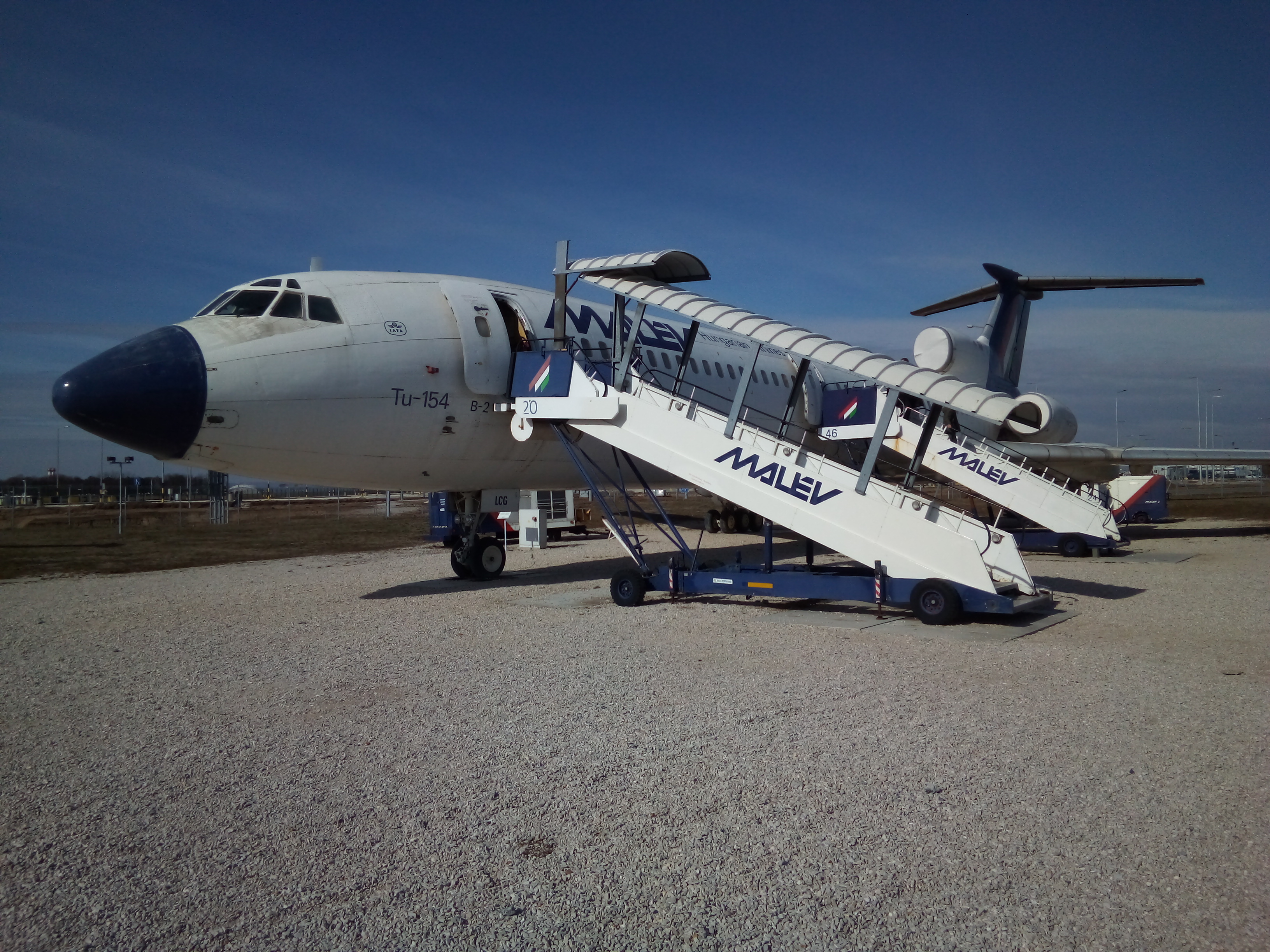
HA-LCG "LCGéza"

Malév beceneve: LCGéza, Nagyvas, Nagytuskó. 1975. november 24-én érkezett Magyarországra, Tu–154B alapváltozatként. 1980 decemberében nagyjavításra repülték, ahol többek között ICAO CAT–II korlátozott látási viszonyok közötti leszállásra is alkalmassá tették, típusjele ekkor Tu–154B2-re változott. 1983-ban a „Comfort” osztály kialakításával a szállítható személyek száma 143-ra csökkent. Utolsó útját a Budapest–Iráklio–Budapest járaton repülte, majd kivonták a forgalomból. Összes repült ideje 21554 óra, 13803 ciklussal. Az Aeroparkba 1994. szeptember 24-én vontatták át. Belülről is megtekinthető.

### Jak–40E (HA-YLR)

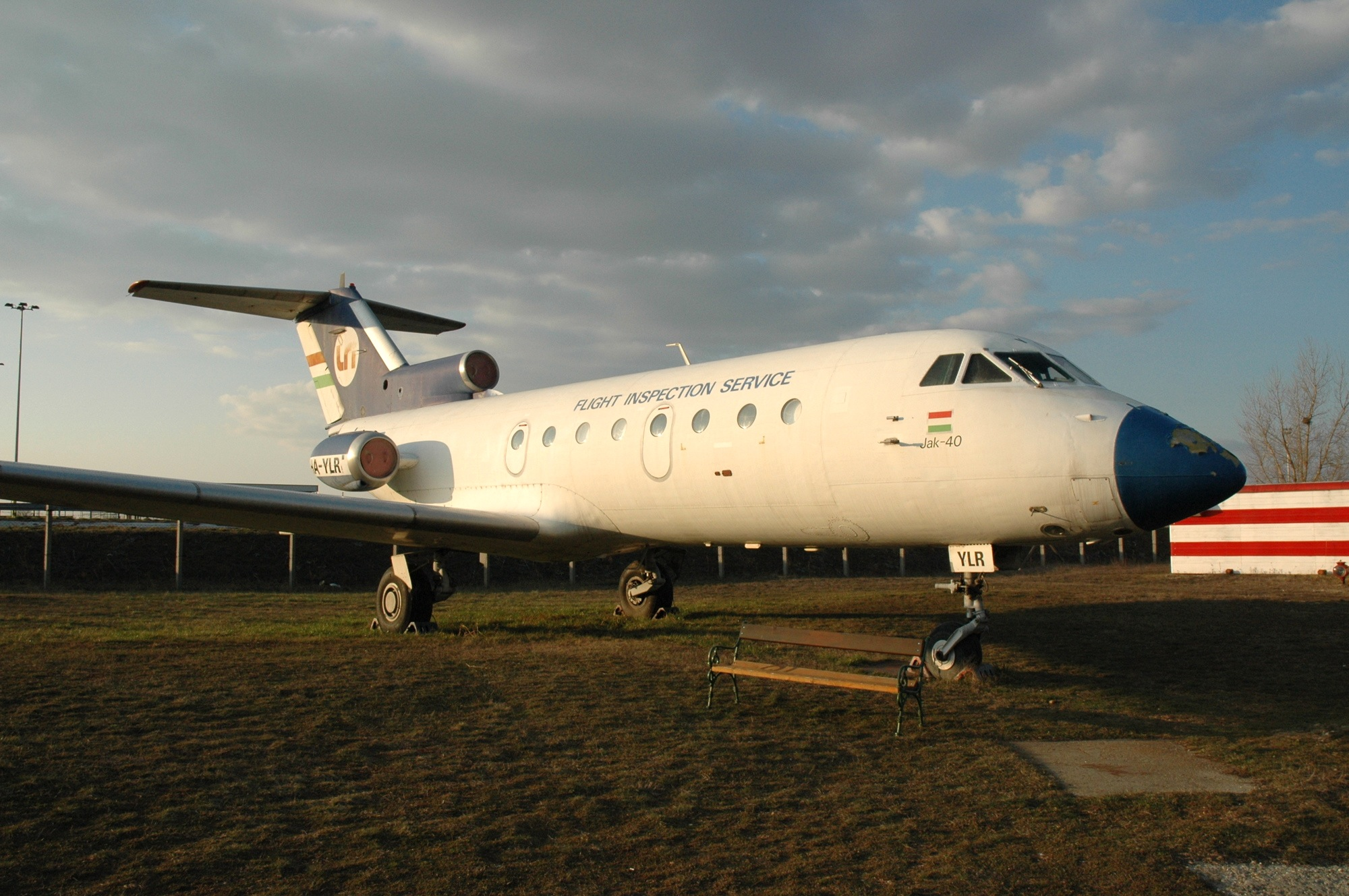
HA-YLR

A HA-YLR lajstromjelű Jak–40-es repülőgép 1975. december 17-én érkezett Magyarországra a Légiforgalmi és Repülőtéri Igazgatóság megrendelésre. Navigációs berendezések bemérésére, hitelesítésére alkalmazták Magyarországon és külföldön egyaránt. Közforgalomban nem repült. 1987-ben a Tu–134-esen is látható festést kapta, majd a Malév 1993-as arculatváltása után a jelenlegi színekre festették. 2001-ben nagyjavítás helyett egyenesen az Aeroparkba vontatták. A repülőgép üzemképes, műszaki állapota kiváló. Rendezvények alkalmával belülről is megtekinthető.

### Jak–40E (HA-LRA)

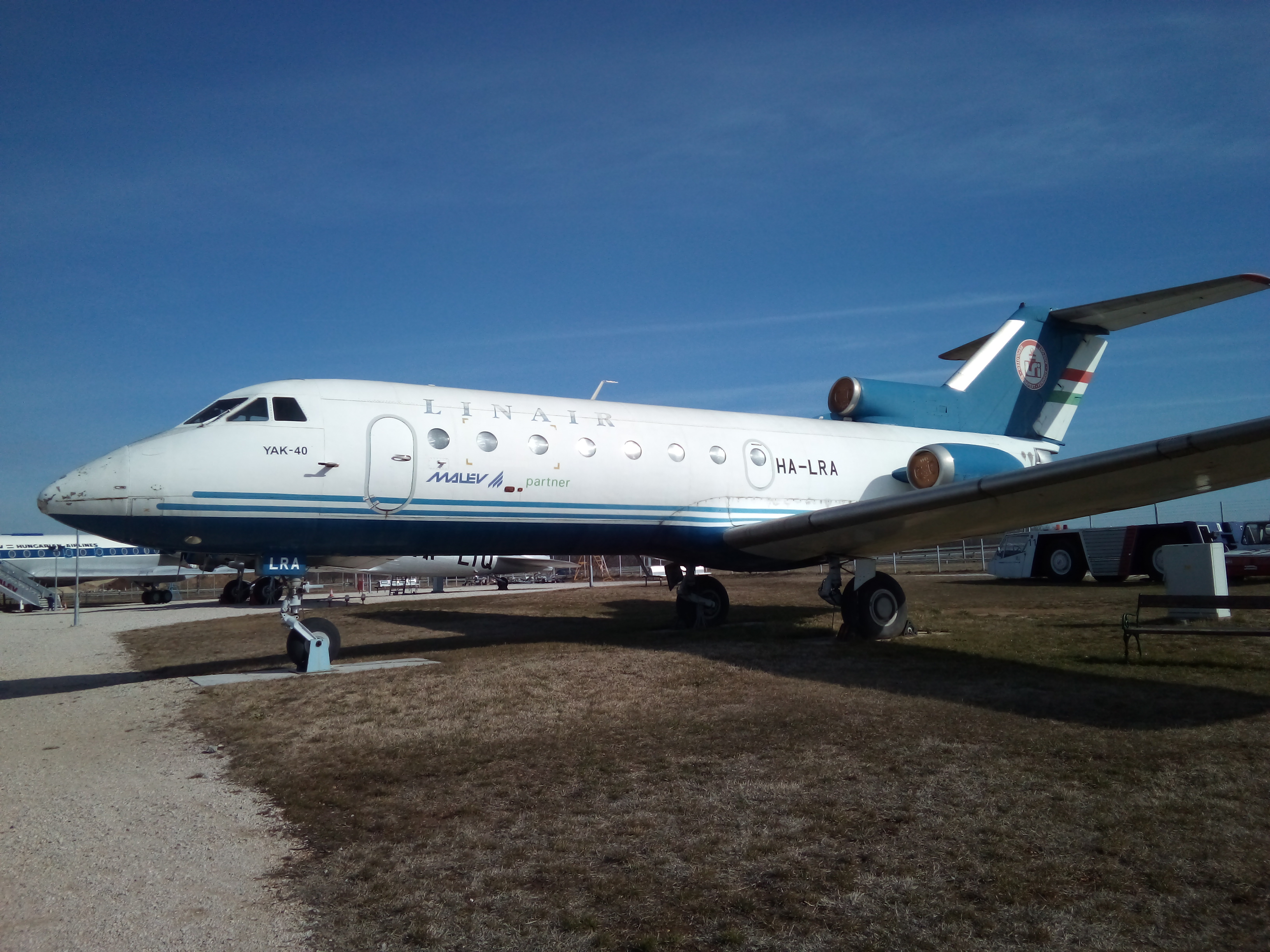
HA-LRA

Gyártási száma: 9440837. 1990-ben érkezett Magyarországra, korábban Csehszlovákiában repült OK-EED lajstromjellel. 1990 és 2001 között a Linair színeiben repült, ami akkor a Malév partnere volt. Később nyugdíjazták. Belülről is megtekinthető.

### An–2M (HA-MHI)

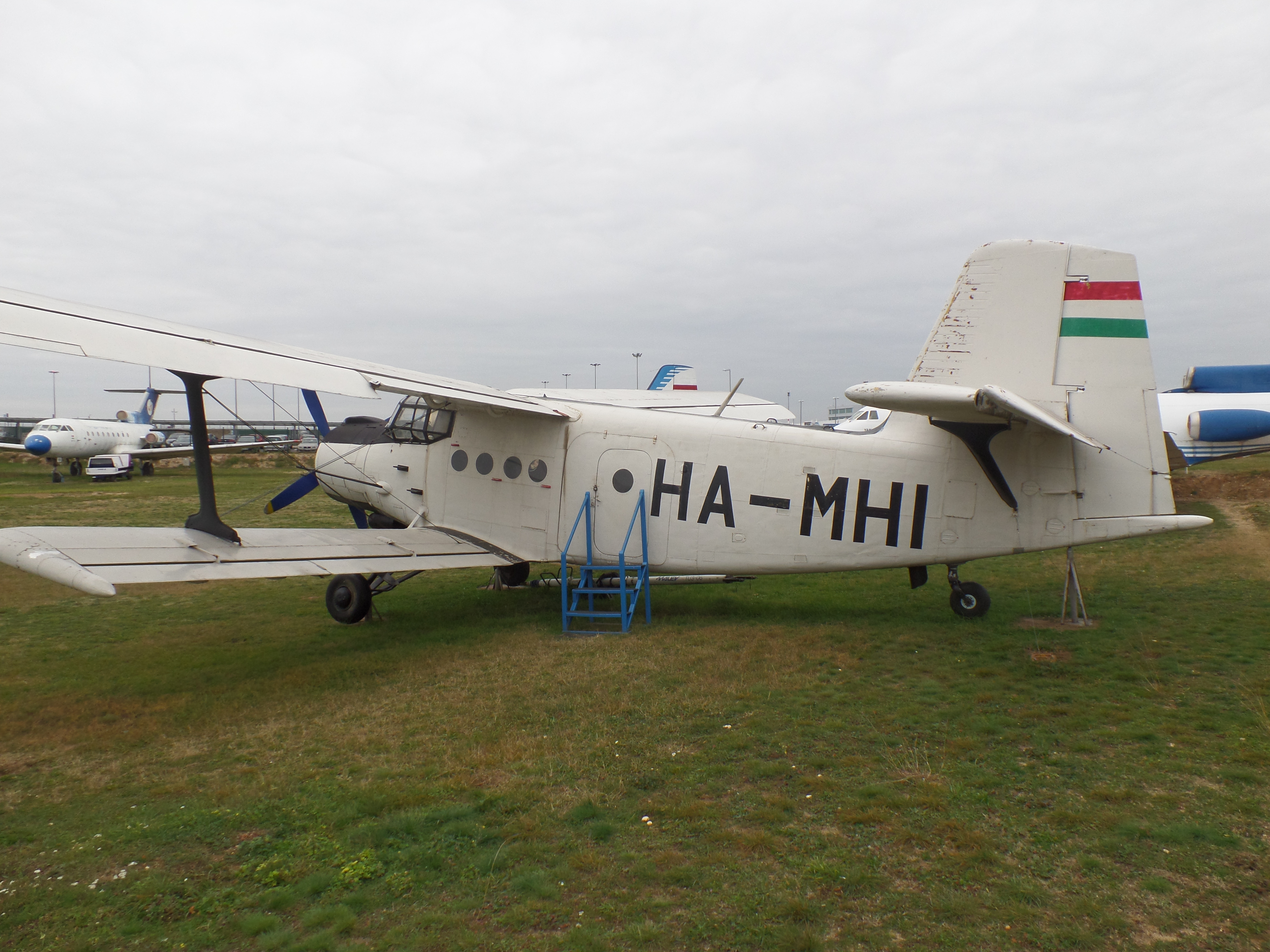
HA-MHI "Ancsa"

A repülős szlengben "Ancsa" vagy "Kukacbombázó" néven is ismert An–2-es repülőgépet 1967. december 19-én vette át a Magyar Repülőgépes Szolgálat. Vegyszertartállyal és szórófejjel felszerelve mezőgazdasági repüléseket végeztek vele. 1994-ben selejtezték, majd az Aeroparkban állították ki. Csak kívülről tekinthető meg.

### Mi–2 (HA-BCB)

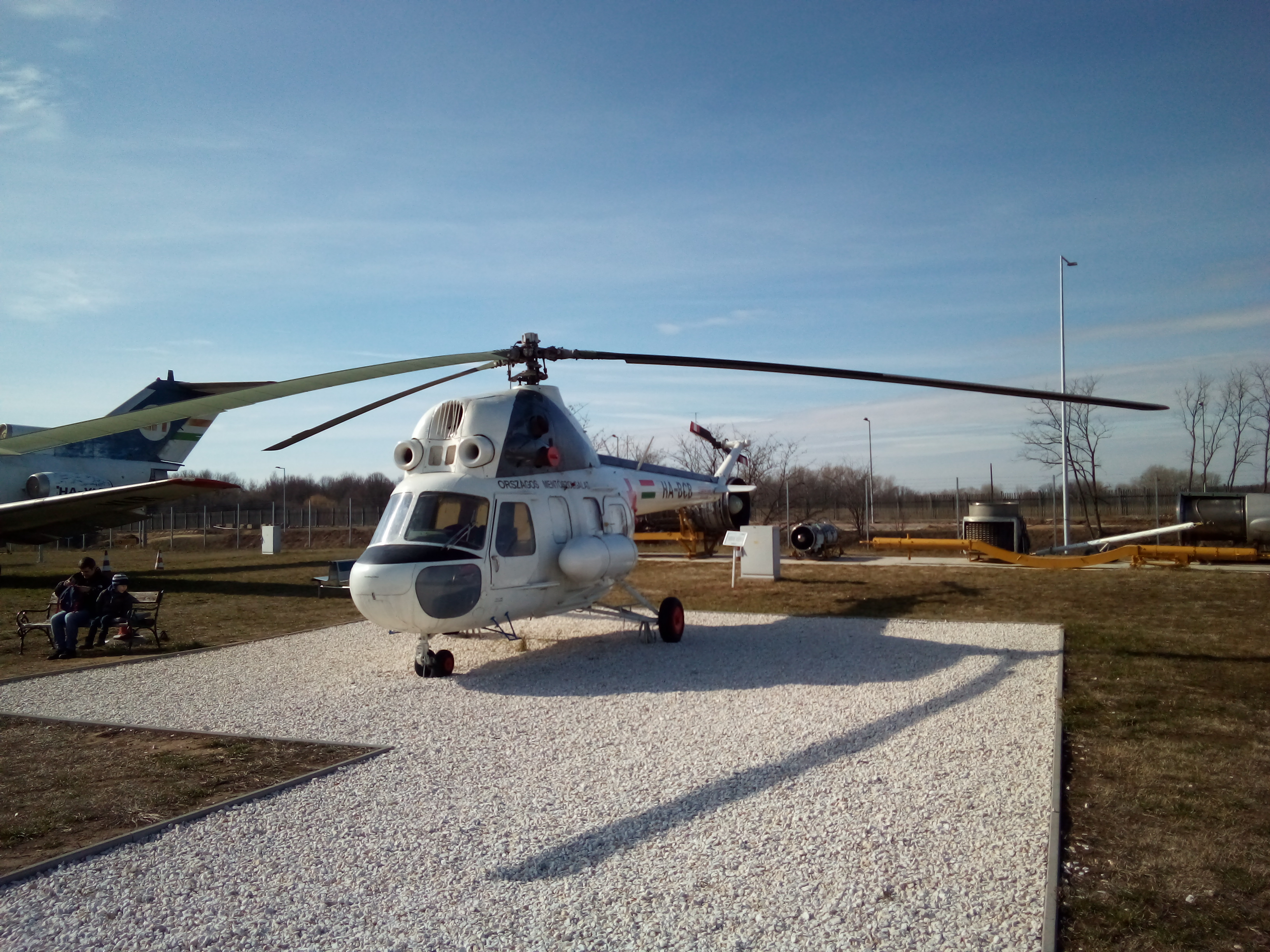
HA-BCB "repülő csirkecomb"

A repülős szlengben "Repülő csirkecombnak" is nevezett Mi–2-es helikoptert 1980 januárjától az Országos Mentőszolgálat használta mentő- és betegszállítóként. 1994-ig Székesfehérváron állomásozott. Ez év augusztus 14-én Ferihegyre repült nagyjavításra, de erre végül nem jutott pénz, ezért 1998-ban 2841 repült órával és 7732 felszállásszámmal selejtezték. Az Aeroparkba 1999. április 27-én vontatták át.

### An–2R (HA-YHF)

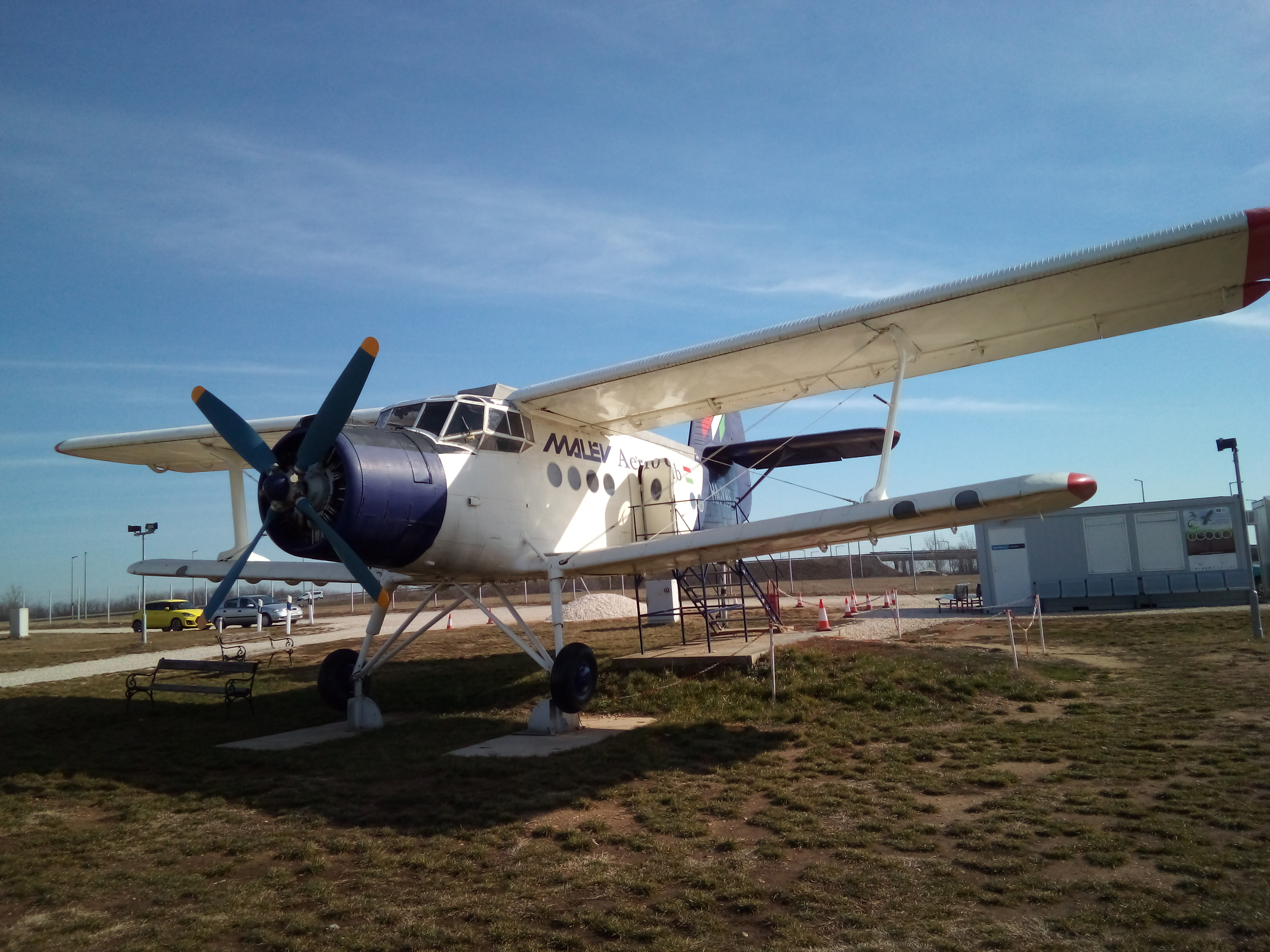
HA-YHF

Gyártási száma: 1G181-42A. 1979-ben készült Lengyelországban, és még abban az évben Magyarországra került. Első lajstromjele a HA-MDK volt, mezőgazdasági feladatokat teljesített. 1995-ben selejtezték, majd egy pestszentlőrinci McDonald's étterem parkolójában volt kiállítva. A gépet a gyorsétterem bezárása után, 2014-ben szállították az Aeroparkba, ahol a Malév Aero Club színeire festve állították ki.

### L–410 Turbolet (HA-LAF)

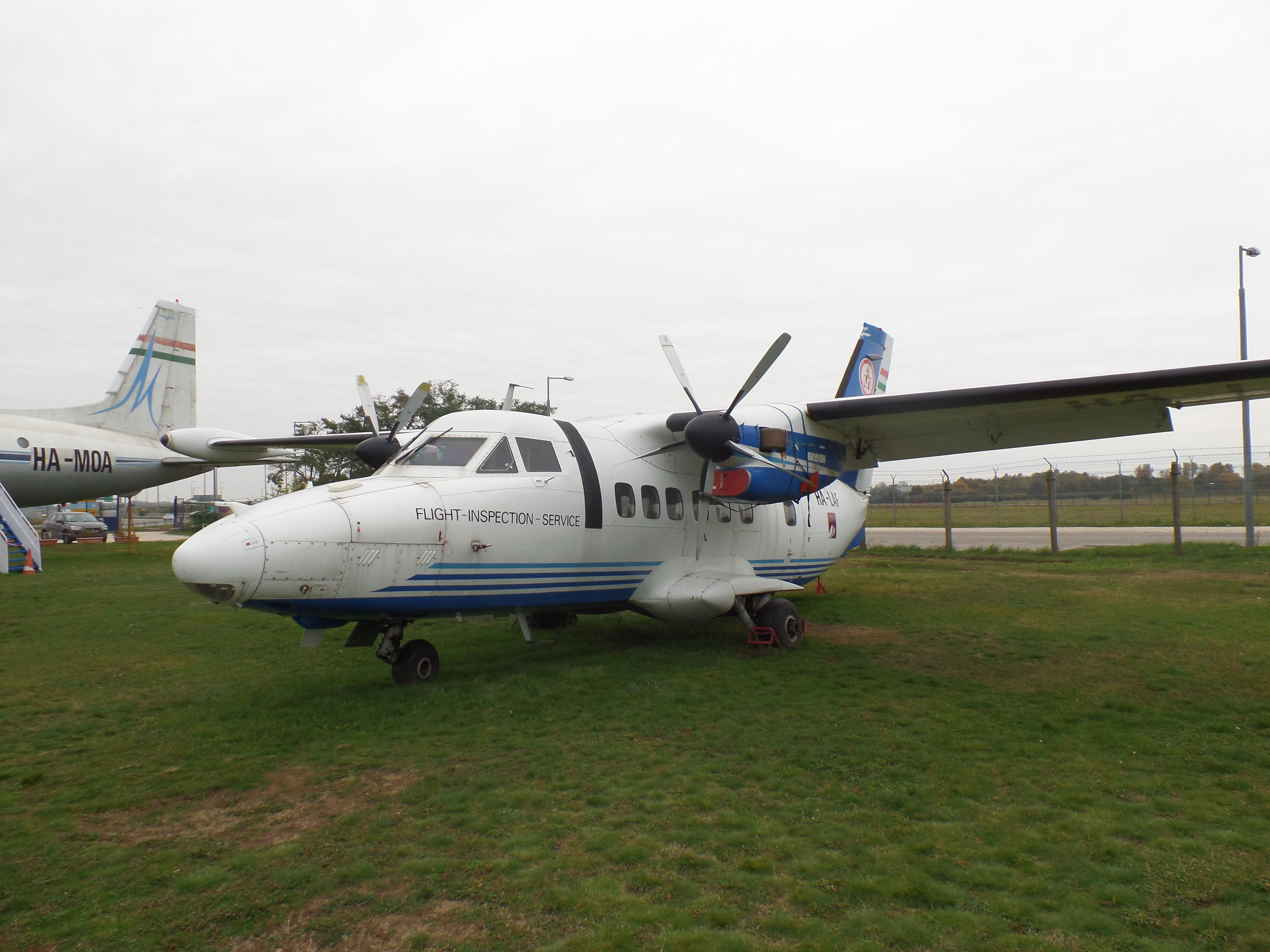
HA-LAF

Gyártási száma: 902518. Belülről is megtekinthető.

### Cessna 500 Citation I
1999-ben gyártott üzleti repülőgép. 2007-ben került Magyarországra, ahol először HA-JET, majd HA-JEB és HA-FIT lajstromjellel repült. 2022-ben került az Aeroparkba.

## Eszközök

### Tesla leszállítóradar és vezérlőkonténer
A Jak–40 szomszédságában elhelyezett precíziós leszállító radart (PAR) a Légiforgalmi és Repülőtéri Igazgatóság megrendelésére 1975 januárjában telepítették a jelenlegi 13R/31L futópálya B jelű gurulóútja mellé. Még az üzembe helyezés előtt, január 15-én a Berlinből érkező HA-MOH Il–18-as a gurulóút közelében lezuhant, és a repülőgép darabjai a radart súlyosan megrongálták. A javítás után a kilencvenes évek elejéig használták. Az Aeroparkba 1991-ben került.

## Geocaching
Közvetlenül az Aeropark mellett, valamint a múzeum területén belül is várja egy elrejtett geoláda a geocaching szerelmeseit.

## Médiamegjelenések
- 2011 végén az Anti Fitness Club együttes Till The World Ends című klipjét az Emlékparkban, a HA-LIQ és HA-LCG fedélzetén forgatták.[17]
- 2011 tavaszán az ATV Hazai Turizmus című műsorának egyik epizódja az Emlékparkkal foglalkozott.[18]